# Kerek hikoridió
A kerek hikoridió (vörös hikoridió,Carya glabra) a bükkfavirágúak (Fagales) rendjébe sorolt diófafélék (Juglandaceae) családjában a hikoridió (Carya) nemzetségben a valódi hikorik (Carya fajcsoport) egyik faja. Az egyes tájegységeken számos népi neve ismert.

## Származása, elterjedése
Az atlantikus–észak-amerikai flóraterületen endemikus. Nagy elterjedési területe számos más hikori fajét átfedi. Több szerző szerint a kerek és az ovális hikoridió (Carya ovalis) valójában egy faj, amelynek megjelenése a termőhelytől függően változó (az ovális hikori főleg felföldeken, száraz domboldalakon él). A két faj könnyen hibridizál.

## Megjelenése, felépítése
Kérge sima. Szárnyasan összetett levele rendszerint öt kerekded levélkéből áll.
A körte alakú termést borító sima kopáncs az érett dióról részben leválik. A diók héja lehet kemény vagy puha, ízük édes vagy fanyar. 

## Életmódja, termőhelye
Főleg völgyekben, vízfolyások mentén, árnyékos domboldalakon terem; a tölgyesek rendszeres elegyfája.
Állománya stabil; védelme nem szükséges.

## Felhasználása
Fájából lovaskocsikat, mezőgazdasági eszközöket és szerszámokat készítenek; egy részét eltüzelik. 
A jobb ízű diókat az indiánok ették is.

## Képek

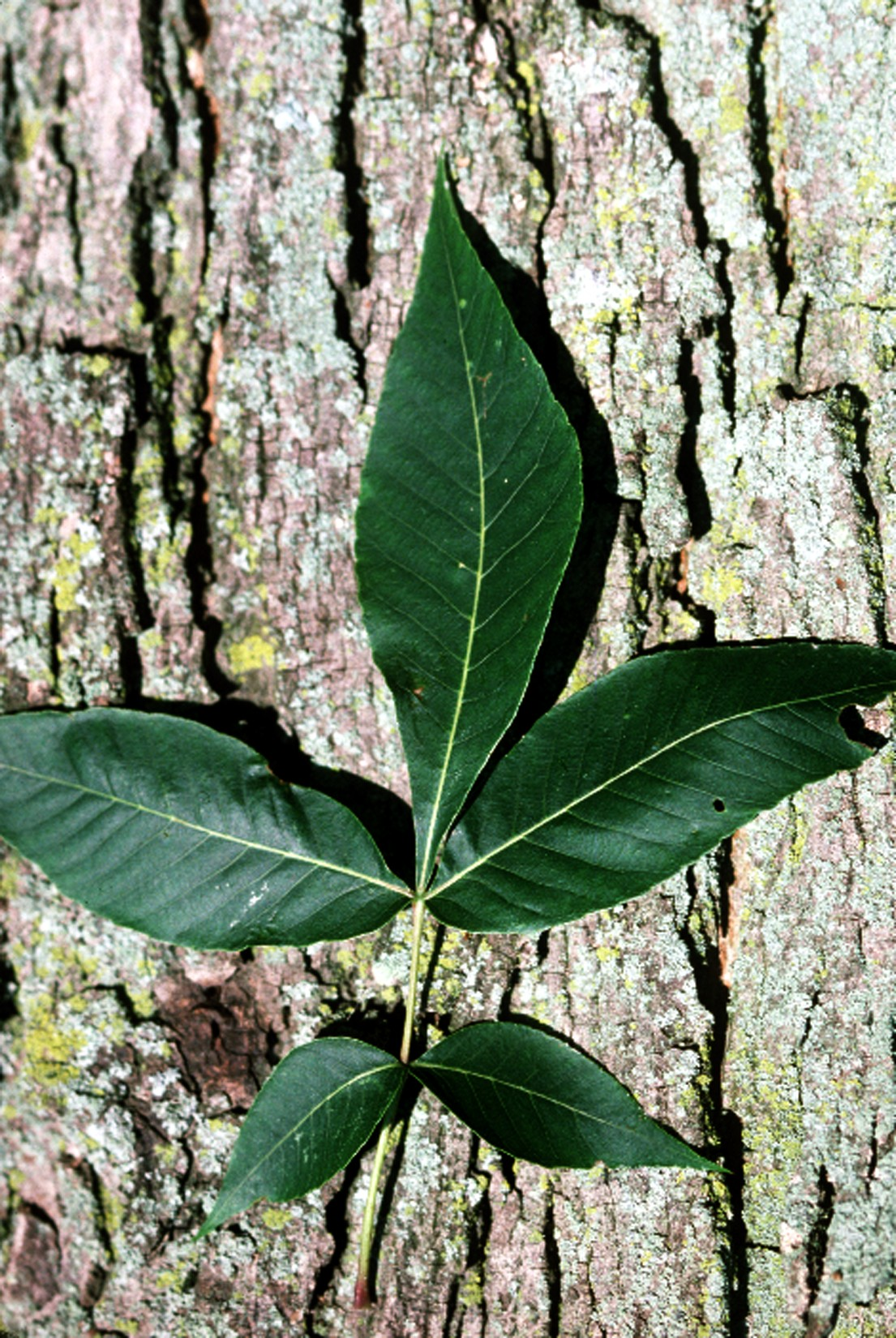
Kérge és levele
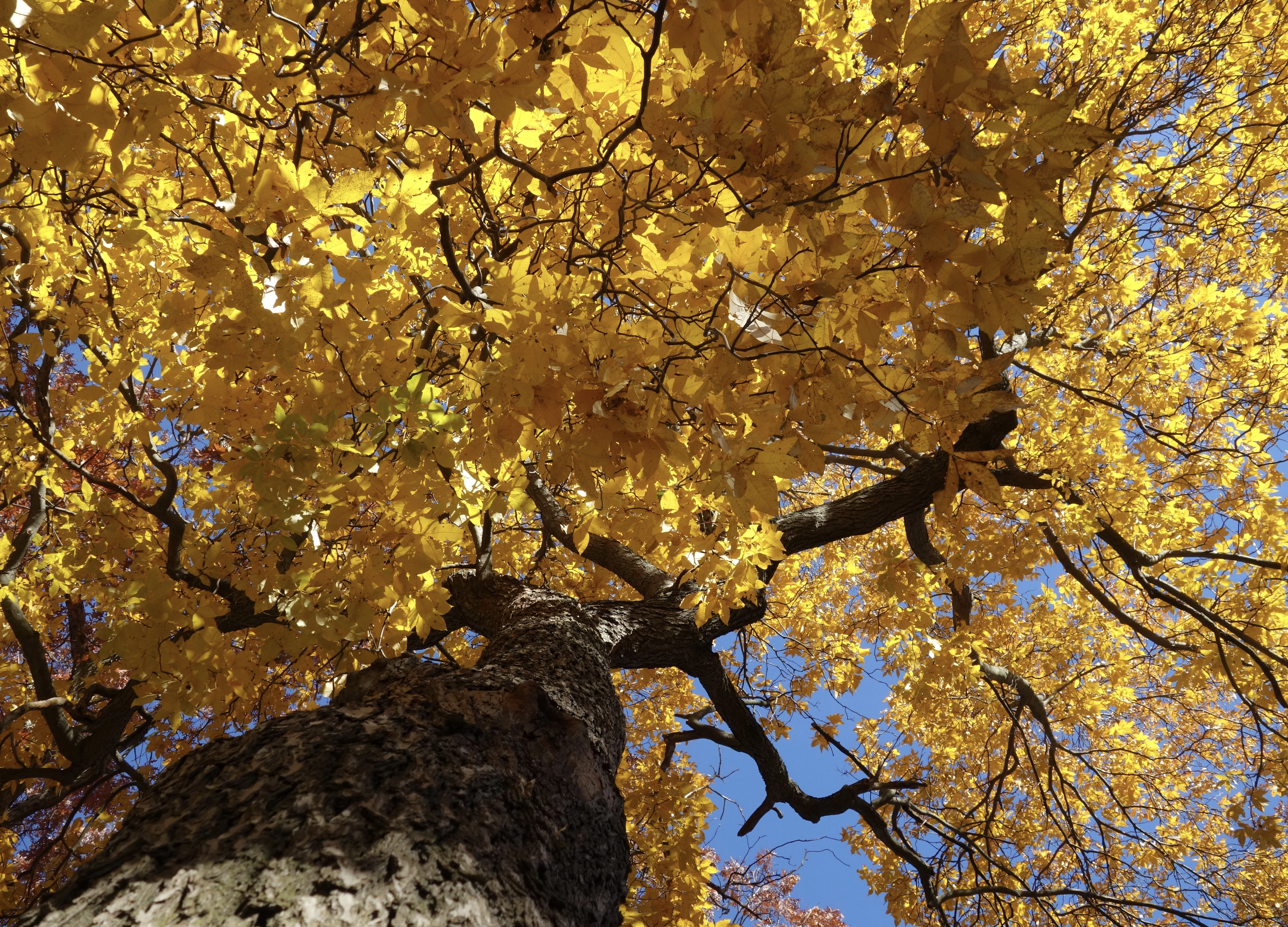
Őszi lombja alulnézetben
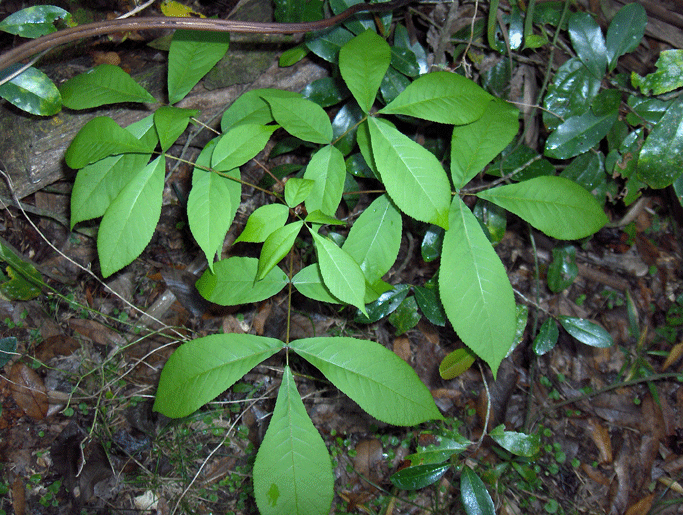
Magonca